# La Chapelle-Montmartin
La Chapelle-Montmartin is een gemeente in het Franse departement Loir-et-Cher (regio Centre-Val de Loire) en telt 380 inwoners (2005). De plaats maakt deel uit van het arrondissement Romorantin-Lanthenay.

## Geografie
De oppervlakte van La Chapelle-Montmartin bedraagt 10,6 km², de bevolkingsdichtheid is 35,8 inwoners per km².
De onderstaande kaart toont de ligging van La Chapelle-Montmartin met de belangrijkste infrastructuur en aangrenzende gemeenten.

## Demografie
Onderstaande figuur toont het verloop van het inwonertal (bron: INSEE-tellingen).